# 홍록기
홍록기(1969년 11월 12일(1969년 음력 10월 3일) ~ )는 대한민국의 희극 배우 출신 방송인이자 가수이다.

## 생애
수원에서 태어났다. 1988년 연극배우 첫 데뷔하였고 이듬해 1989년 뮤지컬배우 데뷔하였다. 이후 1993년 SBS 서울방송 2기 공채 개그맨으로 정식 데뷔했으며 틴틴파이브 멤버로 활동하였다.

## 학력
- 동광초등학교(1982년 졸업)
- 덕원중학교(1985년 졸업)
- 동아고등학교(前) → 유신고등학교(1988년 졸업)
- 서울예술대학교 연극학과(전문학사)

## 경력
- 1993년 틴틴파이브 멤버
- 2007년 국기원 태권도 홍보대사

## 출연작

### 영화
- 1998년 《기막힌 사내들》
- 2002년 《마법의 성》
- 2005년 《그때 그 사람들》

### 방송 (예능/드라마)
- 《스타메이커 시즌6》
- 《바이브 나이트》
- 《러브액션 WXY》
- 《러브액션 시즌3》
- MBC 《토요일 토요일은 즐거워》
- MBC 《쇼 토요특급》
- KBS 《가족오락관》남성팀 게스트
- KBS 《스펀지》게스트
- KBS 《스타 집현전》게스트
- KBS 《감성채널@21》개스트
- MBC 《행복주식회사》게스트
- KBS 《구수한 세상 누룽지》
- KBS 《동안미녀》
- SBS 《코미디쇼 오 해피데이》
- 코미디TV 《생방송 코미디쇼》
- SBS 《최고를 찾아라》
- KBS 《폭소 클럽》
- SBS 《웃으면 좋아요》
- SBS 《열려라 웃음천국》김경식 이동우 이웅호 표인봉 홍록기 남성 5인조 그룹 틴틴 파이브 결성 공동진행 아카펠라 노래들 과 로보캅 개그 대 히트
- SBS 《기쁜 우리 토요일》영파워 가슴을 열어라
- SBS 《TV 전파왕국》
- SBS 《폭소 하이스쿨》
- iTV 《3일간의 사랑》
- QTV 《다이아몬드 걸 시즌 2》
- MBN 《토크대발견 보물섬》
- Mnet 《칠전팔기 구해라》
- 경기방송 《홍록기의 해피타임》
- SBS 러브FM 《헬로우 미스터 록기》
- MBN 《코미디 청백전 사이다》
- MBC 《미스터리 음악쇼 복면가왕》 - 참가자(한바탕 놀아보세! 북청사자!)
- KBS 《TV는 사랑을 싣고》

### CF
- 남양유업 리쪼(틴틴파이브와 함께 출연)
- 오리온 마이구미(틴틴파이브와 함께 출연)
- 롯데제과 톡톡바
- 롯데칠성음료 홍대추(홍서범, 홍진경과 함께 출연)
- 전자랜드(금난새와 함께 출연)
- 삼성카드

### 뮤지컬
- 《록기 호러 쇼》
- 《그리스》